# Refraktion

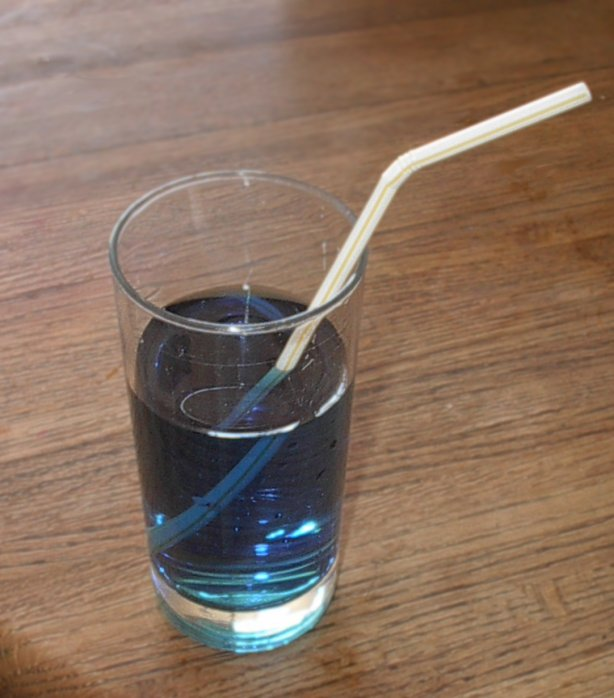
Refraktion i ett glas vatten. Sugröret ser brutet ut.

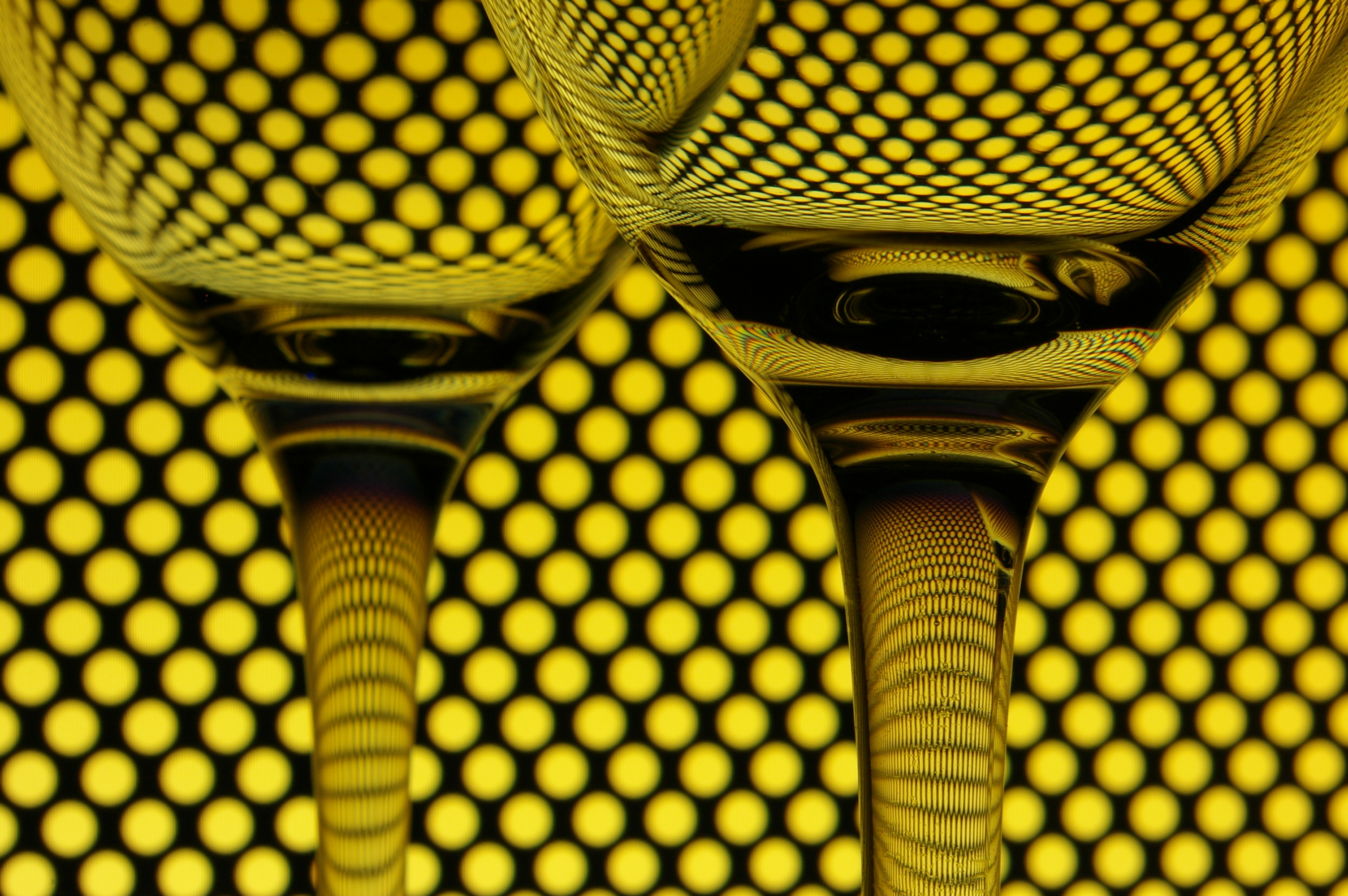
Ett annat exempel på refraktion

Refraktion (från latin refractio, "jag bryter") är ljusstrålars brytning vid övergången mellan två material med olika brytningsindex som kan beskrivas med Snells lag. Om ljuset går från ett tätare till ett tunnare medium, d.v.s. ett med lägre brytningsindex till ett med högre, kommer ljuset att böjas av med en vinkel som är större än den infallande och vice versa. En refraktometer används för att bestämma brytningsindex.
Den gren av optiken som behandlar ljusets brytning kallas dioptrik (ej att blanda samman med dioptri, som anger den ljusbrytande styrkan hos en lins - från grekiska διοπτρική dioptrike, från διά dia, "genom" och stammen ὀπ- op-, jämför "optik", samt instrumentaländelsen –τρα tra).
Inom astronomi, navigation och meteorologi används termen atmosfärisk refraktion för att referera till ljusets brytning genom atmosfären, som beror på luftens ökande täthet närmare jordytan och skillnader i temperatur, luftfuktighet, lufttryck och atmosfärens gassammansättning. Den ökande lufttätheten ner mot jorden, medför att en ljusstråles väg mot jorden blir böjd nedåt. Men den atmosfäriska refraktionen kan variera kraftigt på lägre höjder.